# Первомайское (Хасавюртовский район)
Первома́йское — село в Хасавюртовском районе Дагестана.
Образует муниципальное образование село Первомайское со статусом сельского поселения как единственный населённый пункт в его составе.
Село расположено на правом берегу Терека (канал им. Дзержинского), в 40 км к северо-западу от Хасавюрта, на границе с Гудермесским (сухопутная) и Шелковским (по Тереку) районами Чечни.

## Население
Население менее 1500 человек.
| 1970  | 1989  | 2002  | 2010  | 2012  | 2013  | 2014  |
| ----- | ----- | ----- | ----- | ----- | ----- | ----- |
| 490   | ↗598  | ↗1023 | ↗1228 | ↗1236 | ↗1257 | ↗1284 |
| 2015  | 2016  | 2017  | 2018  | 2019  | 2020  | 2021  |
| ↗1335 | ↗1387 | ↗1419 | ↗1448 | ↗1473 | ↗1513 | ↘1379 |
| 2023  | 2024  | 2025  |       |       |       |       |
| ↗1433 | ↗1474 | ↗1498 |       |       |       |       |

## События
10 января 1996 г. боевики под прикрытием живого щита на девяти автобусах двинулись по направлению к Чечне из Кизляра (Дагестан), однако были остановлены федеральными войсками в районе села Первомайское. Там боевики захватили блокпост новосибирского ОМОНа, взяв в плен 36 милиционеров, и вошли в село.
15 января начался штурм Первомайского с применением вертолетов, танков и БТРов. Общее командование федеральных сил осуществлял Виктор Зорин, первый заместитель директора ФСБ Михаила Барсукова.
16 января в турецком порту Трабзон, террористами во главе с М. Токджаном, воевавшим, по его утверждению, в батальоне Басаева, был захвачен паром «Аврасия» с преимущественно российскими пассажирами на борту. Требованиями террористов были снятие блокады села Первомайское и вывод федеральных войск с Северного Кавказа.
17 января утром в близлежащее от Первомайского село Советское со стороны Чечни прорвалась небольшая, возможно разведывательная, группа боевиков и уничтожила автомобиль УАЗ с дагестанскими омоновцами.
Тем не менее, основным силам боевиков удалось вырваться из окружения, включая Радуева и Турпал-Али Атгериева, и вернуться в Чечню. Общее число боевиков, задействованных в рейде — 256 человек, которые выдвинулись на 7 грузовиках КамАЗ. Во время ночного прорыва радуевцев из Первомайского, приняв бой, полегли почти все оказавшиеся на пути отхода боевиков бойцы 22-й отдельной бригады специального назначения, включая начальника разведки 58-й армии СКВО полковника Александра Михайловича Стыцины.
В ходе операции по освобождению заложников в г. Кизляре и с. Первомайское было уничтожено 153 боевика, убито 11 заложников, от рук террористов погибло 26 солдат и офицеров федеральных войск, ранено 95 человек, разрушено 250 домов, захвачено в плен 30 боевиков, освобождено 86 заложников.